# Tayfur Bingöl
Tayfur Bingöl (* 11. Januar 1993 in Ankara) ist ein türkischer Fußballspieler.

## Karriere

### Verein
Bingöl kam in Çankaya, einem Stadtteil der türkischen Hauptstadt Ankara, auf die Welt und begann hier als Zehnjähriger in der Jugend von Gençlerbirliği Ankara mit dem Vereinsfußball. 2008 wurde er für zwei Spielzeiten an die Jugend des Zweitvereins Gençlerbirliğis, an Hacettepe SK, abgegeben. 2010 kehrte er zu Gençlerbirliği zurück und erhielt hier 2011 einen Profivertrag. Nachdem er mit den Profis von Gençlerbirliği am vorsaisonalen Vorbereitungscamp teilgenommen hatte, wurde er anschließend an Hacettepe SK ausgeliehen. Hier gab er sein Profidebüt und spielte eine Spielzeit durchgängig. Zur neuen Saison kehrte er zu Gençlerbirliği zurück und spielte hier eine halbe Spielzeit, ehe er für die Rückrunde erneut an Hacettepe ausgeliehen wurde. Im Sommer 2013 wurde er an den Drittligisten Bandırmaspor ausgeliehen. Für die Saison 2014/15 wurde er an den Zweitligisten Adana Demirspor und für die Saison 2015/16 an den Zweitligisten Alanyaspor ausgeliehen. Bei diesem Verein erzielte er in 33 Ligaspielen 12 Tore und war dadurch maßgeblich daran beteiligt, dass sein Verein Play-off-Sieger wurde und den ersten Aufstieg in die Süper Lig erreichte.
Nach einer Leihe im Jahr 2020 zum Ligakonkurrenten Bursaspor wurde er im Herbst 2022 erneut innerhalb der Liga zu Beşiktaş Istanbul verliehen. Zu diesem Klub wechselte er im Sommer 2023 fest.

### Nationalmannschaft
Bingöl spielte dreimal für die türkische U-20- und einmal für die U-21-Nationalmannschaft.

## Erfolge
Mit Gençlerbirliği Ankara
- TSYD-Ankara-Pokalsieger: 2010/11, 2011/12

Mit Alanyaspor
- Play-off-Sieger der TFF 1. Lig und Aufstieg in die Süper Lig: 2015/16

Mit Göztepe Izmir
- Play-off-Sieger der TFF 1. Lig und Aufstieg in die Süper Lig: 2016/17